# 台北栄民総医院

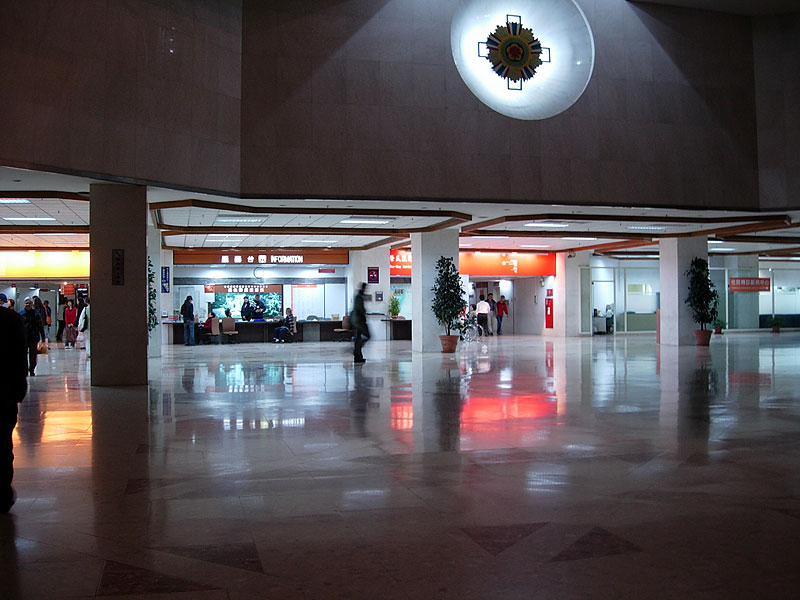
当医院の夜のロビー

台北栄民総医院（たいぺいえいみんそういいん、正体字: 臺北榮民總醫院、拼音: Táiběi Róngmín Zǒngyīyuàn）は台湾台北市にある最も大きな国立病院のひとつである。略称は台北栄総。行政院国軍退除役官兵輔導委員会の直轄病院である。
台湾における医療衛生体制において、国立台湾大学医学部附属病院（台大病院）、三軍総合医院、国立成功大学医学部附属病院（成大病院）及び長庚紀念医院と同じく最高レベルの医療センターとして位置付けられている。また、22階建ての中正棟は石牌地区のランドマークの一つとなっている。

## 規模
開院当初は病床数約600の現役または退役軍人専用病院であったが、現在では一般にも開放されている。1日の外来患者は10,000人台、病床数約3,000、医師数960人強、看護師約2200人強をはじめ全職員数は5,000人を超える。病院は中正棟、思源棟、長青棟、第一、二、三門診ビル、致徳棟、神経再生センター、身障センター、動力センター等で構成され，敷地面積302,216ヘクタール，総建築面積は511,364平方キロメートルとなっている。

## 沿革
- 1958年7月1日　創立
- 1959年11月1日　正式に業務を開始。首任院長は盧致徳博士。
- 1971年　蔣経国の指示により、国防医学院と共同で陽明大学医学部が成立し、医療人材を養成することとなる。
- 1981年　台中市に分院である台北栄総 台中分院を開院。
- 1985年　台湾で初の体外受精による妊娠、出産を成功させる。
- 1988年1月13日　蔣経国総統、本院で逝去。
- 1988年　台北栄総台中分院が独立し、台中栄民総医院となる。
- 1990年　高雄市に分院である台北栄総 高雄分院を開院。
- 1993年　台北栄総高雄分院が独立し、高雄栄民総医院となる。
- 2004年12月15日　蔣経国元総統夫人の蔣方良が本院にて死去。
- 2006年2月15日　元行政院長で資政の孫運璿が本院にて死去。
- 2009年1月16日　台大医院院長及び衛生署署長を歴任した林芳郁博士が本院総院長に就任。
- 2020年7月30日　李登輝元総統、本院で逝去。

## 117号病室
117号病室は地理的な位置及び蔣介石一族の特別な関係から特殊病室といわれた。蔣介石一族のプライベートな病室であり、蔣介石一族の三代にわたり、健康診断、休養、治療を行ってきたといわれる。最近では1989年4月14日に蔣孝文、1991年7月1日に蔣孝武、1996年12月22日に蔣孝勇、と三兄弟が共に当病室に搬送されたことから、この病室の神秘性が話題となった。

## アクセス
台北捷運石牌駅の徒歩圏内。

## 周辺
- 国立陽明交通大学 陽明キャンパス
- 国立台北護理健康大学